# Boudica (film)
Boudica (även känd som Warrior Queen) är en rumänsk-brittisk film från 2003 regisserad av Bill Anderson. Filmen bygger på den historiska händelsen som förknippas med personen Boudicca. Filmen är inspelad i studio i Bukarest samt i Rumänien och Storbritannien. Den hade världspremiär i Storbritannien den 28 september 2003 och har inte haft svensk premiär.

## Rollista
| Alex Kingston       | – Boudica          |
| Steven Waddington   | – Kung Prasutagus  |
| Emily Blunt         | – Isolda           |
| Leanne Rowe         | – Siora            |
| Ben Faulks          | – Connach          |
| Hugo Speer          | – Dervalloc        |
| Gary Lewis          | – Shamanen Magior  |
| Alex Hassell        | – Romersk officer  |
| James Clyde         | – Romersk sergeant |
| Angus Wright        | – Severus          |
| Steve John Shepherd | – Catus            |
| Jack Shepherd       | – Claudius         |
| Gideon Turner       | – Didius           |
| Frances Barber      | – Agrippina        |
| Andrew Lee Potts    | – Nero             |